# 马克西姆·马尔琴科
马克西姆·米哈伊洛维奇·马尔琴科（羅馬化：Maksym Mykhailovych Marchenko；1983年2月10日—），乌克兰军官，上校军衔，曾任艾达营指挥官。2022年3月1日起担任敖德萨州州长，2023年3月15日被解职。